# Dachau
Dachau német város Bajorország szövetségi államban, Münchentől északnyugatra. 45 000 fős lakosságával Freising után a második legnagyobb város München agglomerációs övezetében. Az azonos nevű közigazgatási körzet központja.

## Földrajza

### Fekvése
Dachau Felső-Bajorországban, Münchentől északnyugatra, az Amper folyó partján fekszik. A város két tájegység határán helyezkedik el, délen az utolsó jégkorszak morénái húzódnak, északról az Amper ősfolyamvölgye határolja. A város legmagasabb pontja a Schlossberg (Kastélyhegy), legalacsonyabb pontja Prittlbach városrész közelében, Herbertshausen község határánál található, átlagosan körülbelül 482 méterrel az Északi-tenger szintje fölött fekszik. A várossal közvetlenül szomszédos községek Bergkirchen nyugat felé, Schwabhausen északnyugat, Röhrmoos észak felé, Hebertshausen északkeleti irányban, valamint Karlsfeld déli irányban. Keleten Oberschleißheimnél határos a müncheni kerülettel.

### Vizei
Az Amper nyugatról érkezik, a várost délről kerüli meg, majd az egykori papírgyár közelében irányt vált, innen északkelet felé folyik tovább Herbertshausen határáig. Szintén nyugatról érkezik a Maisach, amely Mitterndorfnál ömlik az Amperbe.
A Karlsfeld felől jövő Würm a város keleti részét szeli át, érinti az egykori koncentrációs tábor területén kialakított emlékhelyet, majd kevéssel a városhatár előtt, néhány száz méterrel a Würmmühle után ömlik az Amperbe.
A Puchheimtól délre eredő Gröbenbach dél felől éri el a várost, és a Martin-Huber-Straßétól keletre, a vasútvonal előtt ömlik az Amperbe. Az Ascherbach Festwiese magasságában ér el az Amperig.
A Mühlbach (Malompatak) egy mesterséges patak, ami az Ampertől a vízerőműnél válik el, egy szakaszon azzal párhuzamosan fut, majd a papírgyár után ismét egyesül vele. Neve abból a korból származik, amikor a környéken vízimalmok használták ki a Mühlbach és az Amper közötti szintesést.
A város területén még fellelhetők a schleißheimi csatorna maradványai. Ez a csatorna az észak-müncheni csatornarendszer részeként (amihez az azonos nevű kastély elől induló Nymphenburg csatorna is tartozik) épült a 18. században, és közlekedési útvonalként működött Dachau és a schleißheimi kastély között. Ezen az úton szállították el a dachaui kastély három lebontott épületszárnyának építőanyagát. Részben különböző növények természetes megtelepedése, részben tervszerű beültetés következtében a csatorna ma csupán a Frühlingsstraße és a Pollnbah között látható eredetire emlékeztető formában. A város határa után ismét megjelenik a csatorna. Ezen kívül a Festwiesétől keletre még egy csatorna, a Lodererbach található.
Dachau déli részén található egy tó is, a Stadtweiher.

### Városrészek
Dachau városa három területre oszlik
- Óváros: Altstadt Dachau, Mitterndorf, Udlding, Etzenhausen, Unterer Markt, Webling
- Dachau-Ost: Unteraugustenfeld, Polln, Obergrashof, Prittlbach egyes részei, Würmmühle
- Dachau-Süd: Oberaugustenfeld, Himmelreich, Holzgarten, Gröbenried részei

ezen kívül a városhoz tartozik az egykor különálló Pellheim község részei is (Pellheim, Pullhausen, Assenhausen, Lohfeld és Viehhausen), amiket 1972-ben csatoltak a városhoz.

## Története

### Ős- és ókor
A környéken emberi megtelepedésre utaló legkorábbi bizonyítékok a kőkorszakból származnak, a szomszédos Bergkirchen önkormányzat területén jelentős leleteket tártak fel. Az Amper gázlói ezen a területen kedvező lehetőséget biztosítottak a folyón való átkelésre, ami elősegítette az itt élő közösségek fejlődését.
I. e. 1000 körül telepedtek meg a területen a kelták. A Dachau nevet a kelta dahauua (kb. agyagos ártér) szóból származtatják, ami a környék löszös talajára utal. Egyes elméletek szerint az Amper neve is a kelta "víz" szóból származik.[forrás?]
Az i. e. 1. évszázad végén a Római Birodalom terjeszkedése elérte ezt a területet is, és az őslakók leigázása után Raetia provincia részeként kapcsolódott be Dachau vidéke a birodalom vérkeringésébe. Egy a mai Salzburg és Augsburg közötti római út Dachau városán haladt keresztül, ennek az útnak a maradványai ma is láthatók az Amper árterében. Egy Ambra vagy Ambrae nevű állomás a Würmmühle közelében állhatott.

### Középkor
A városról először egy 805-ben keletkezett adománylevélben történik írásos említés. Ebben a levélben Erchana von Dachauua öt jobbágyportát hagy a freisingi püspökre - aki ugyanúgy az Aribon nemzetségbe tartozott, mint az adományozó - a hozzá tartozó jobbágyokkal egyetemben.
A 12. századtól Dachau számos bajor fejedelem rendezte be itt nyári szállását. 1240 és 1270 között vásártartási jogot kapott II. Ottó bajor hercegtől, vagy fiától, Szigorú Lajostól.

### Újkor
1546 és 1577 között a Wittelsbachok reneszánsz stílusban felépítették a dachaui kastélyt. 1715 júniusától 1717 őszéig Joseph Effenr irányítása alatt a kor stílusának megfelelően átépítették. A 19. század elején au északi, keleti és déli szárnyat romos állapota miatt elbontottál. A tánc- avagy kerti terem szárny máig fennmaradt, első emeletén még az eredeti, fából készült, reneszánsz stílusú kazettás mennyezet látható.
A harmincéves háború során a svéd csapatok elfoglalták és kifosztották a várost.
A 19. század közepétől Dachau számos művész otthona volt, a dachaui művésztelep a várost Worpswede és a nagyvárosok mellett Németország egyik legjelentősebb festőtelepévé tette. Alkotott itt többek között Carl Spitzweg, Max Liebermann, Lovis Corinth, Ludwig Dill, Adolf Hölzel és Arthur Langhammer is.

#### 20. század

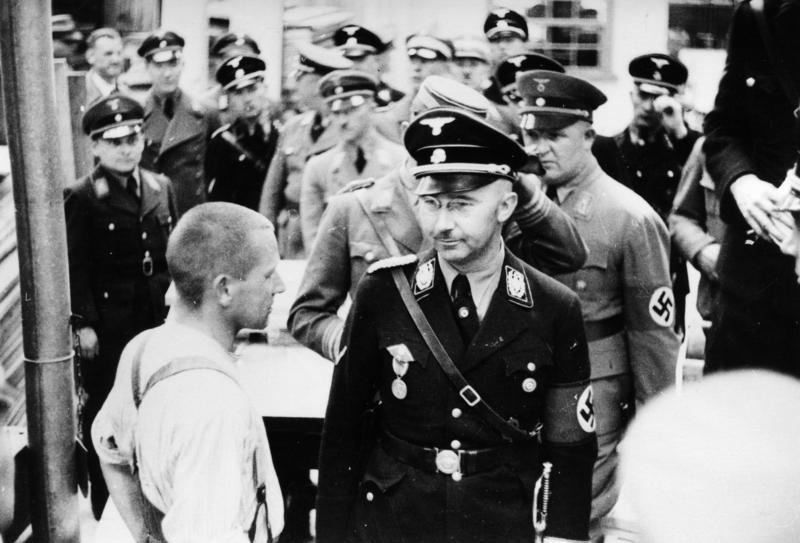
Heinrich Himmler meglátogatja a koncentrációs tábort 1936. május 8-án

1908-ban - az igazi évforduló után három évvel - nagyszabású ünnepséggel emlékeztek meg Dachau 1100 éves jubileumáról, amelyen III. Lajos herceg részt vett. Ekkor alakították át a kastélyt városi galériává.
1933. november 15-én kapta meg Dachau a város címet - addig a Markt (kb. vásárhely) címet viselte. 1939. április 1-jén Etzenhausen, Mitterndorf, Udlding, Steinkirchen községeket, valamint Prittlbach és Hebertshausen községeket részben a városhoz csatolták. Ezzel a kezdettől Dachau nevét viselő koncentrációs tábor is a városhoz került. A táborba kezdetben a nemzetiszocialista rendszer politikai ellenlábasait zárták, később köztörvényes bűnözőket, majd a kristályéjszakát követően zsidókat zártak az egyre tovább bővített táborba.
A második világháború alatt Herbertshausen városrész lőterén 1941 októbere és 1942 áprilisa között az SS több ezer szovjet hadifoglyot végzett ki. 1945-ben az etzenhauseni Waldfriedhof temetőben hantolták el a tábor azon foglyait, akik a felszabadítást követő hónapokban haltak meg a fogságban elszenvedett nélkülözések miatt. Itt nyugszanak rajtuk kívül azok a zsidó fogvatartottak is, akik a flossenbürgi KZ-ből 1945. április végén Dachauba indított „halálmenetet” nem élték túl.
A második világháború után, mint sok más bajor településre, Dachauba is érkeztek a kelet-közép-európai országokból elűzött németek. Dachauban ez a lakosságszám 30-40%-os emelkedéséhez vezetett. A betelepülők közül a legtöbben a Karlovy Vary melletti Egerland területéről érkeztek. Mit más városokban, itt is konfliktusokkal terhes volt a betelepülés első időszaka. Az újonnan jötteket először az egykori KZ barakkjaiban szállásolták el, majd helyi családokhoz költöztették őket. Csak a Dachau-Süd és Polln városrészben felépült új építésű lakóépületek átadása után oldódott a feszültség.

#### 21. század

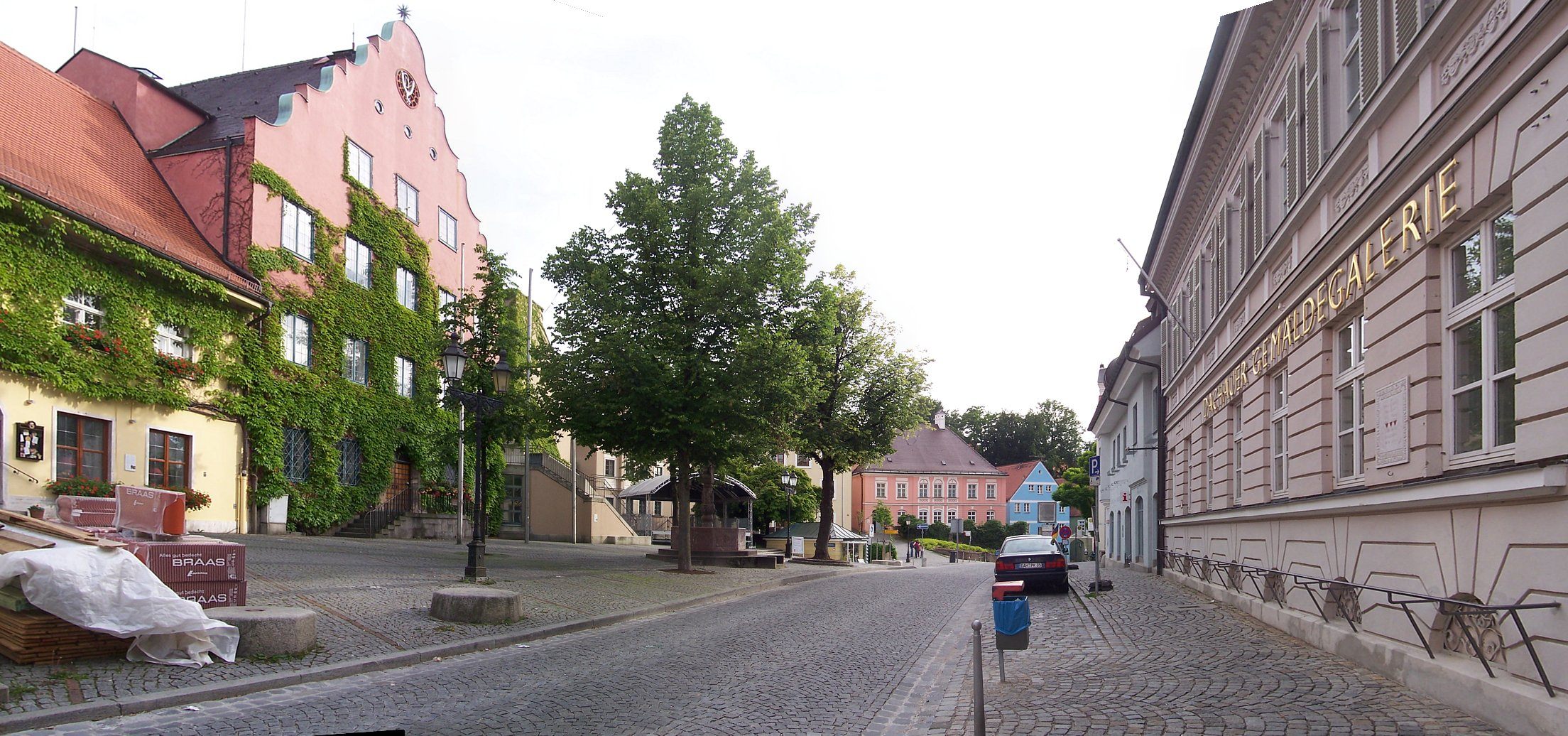
Konrad-Adenauer-Straße

2002-ben a helyi választásokon választási csalás történt, a CSU színeiben politizáló Wolfgang Aechtnerre és Georgios Trifinopoulosra a bíróság felfüggesztett börtönbüntetést és pénzbüntetést szabott ki. A megismételt választásokon a CSU két képviselői helyet veszített, a főpolgármesteri címet azonban a CSU jelöltje, Peter Bürgel nyerte el.
Dachau 2005-ben ünnepelte alapításának 1200. évfordulóját.
2006. október 31-én a körzet egyik legnagyobb munkaadója, az MD-csoport bejelentette dachaui papírgyár bezárását, ennek nyomán 2007-ben 350 munkahely szűnt meg.

## Népesség
A település népességének változása:
| Lakosok száma | 2166 | 23 552 | 33 207 | 43 941 | 45 621 | 46 705 | 47 255 | 47 400 | 47 738 | 48 337 |
|               | 1875 | 1950   | 1975   | 2011   | 2013   | 2015   | 2017   | 2018   | 2021   | 2023   |

## Kultúra, művelődés, sport

### Sportélet
- Az ASV Dachau kézilabdacsapata többszörös Bundesliga-győztes.
- A városban ezen kívül még egy nagyobb sportegyesület, a TSV 1865 Dachau működik.
- A BSV Dachau biliárdegyesület 2005-ben és 2006-ban csapatban német bajnokságot nyert.
- Augusztus 15-én rendezik meg minden évben a belvárosban a Dachauer Bergkriterium kerékpáros kritériumversenyt.

## Látnivalók

### A koncentrációs tábor
Dachau elsősorban egykori koncentrációs táboráról ismert. A nemzetiszocializmus korszakának első koncentrációs táborának emlékét tartja ébren a KZ emlékhely.

### Kastély
A dachaui kastély a Wittelsbachok nyári rezidenciája volt. A 16. században építették át a korábban itt álló várat kastéllyá. 1564 és 1566 között készült el a reneszánsz stílusú déli szárny díszes kazettás fa mennyezete, amit ma is megtekinthetnek a látogatók. 1715 és 1717 között Joseph Effner vezetésével átépült a kastély, majd I. Miksa a négy szárnyból hármat lebontatott. A megmaradt barokk stílusú traktus mellett említésre méltó a kastély udvara és angol stílusú kertje.
A városi képgaléria elsősorban a környékről készült tájképeket mutat be. Az Új Galéria (Neue Galerie) modern művészeti alkotások gyűjteményéből készít kiállítást, míg a körzeti múzeum Dachau kultúrtörténetét és néprajzát mutatja be.

### Szakrális épületek
A koncentrációs tábor emlékhelye közelében áll a karmeliták Szent Vér kolostora. További érdekes látnivaló a Szent Jakab-plébániatemplom és az etzenhauseni Szent Lőrinc-templom, ami mai külsejének legfontosabb jegyeit a 16. században nyerte el. 1932-33-ban épült a Szent-János-templom, ahol 2000 óta görögkeleti szertartásokat tartanak. Érdemes lehet még megtekinteni a mitterndorfi Szent Miklós és Mária-templomot és a Szent Kereszt-templomot Dachau-Ost városrészben. Utóbbi műemlékvédelem alatt áll. 1953-ban készült el az első dachaui evangélikus templom, a Béketemplom, 1964-ben pedig a Gnadenkirche.

### További látnivalók, emlékművek
A város látnivalói közé tartozik az óváros a városházával.
1964 óta emlékeztet Will Elf szobrászművész alkotása a több ezer szovjet hadifogoly kivégzésére. A Leitenberg temetőben, a Waldfriedhofban és a Rathausplatzon a koncentrációs tábor áldozataira emlékeztető emlékmű áll. Utóbbit különösen az 1945. április 28-i dachaui felkelés hőseinek szentelték.

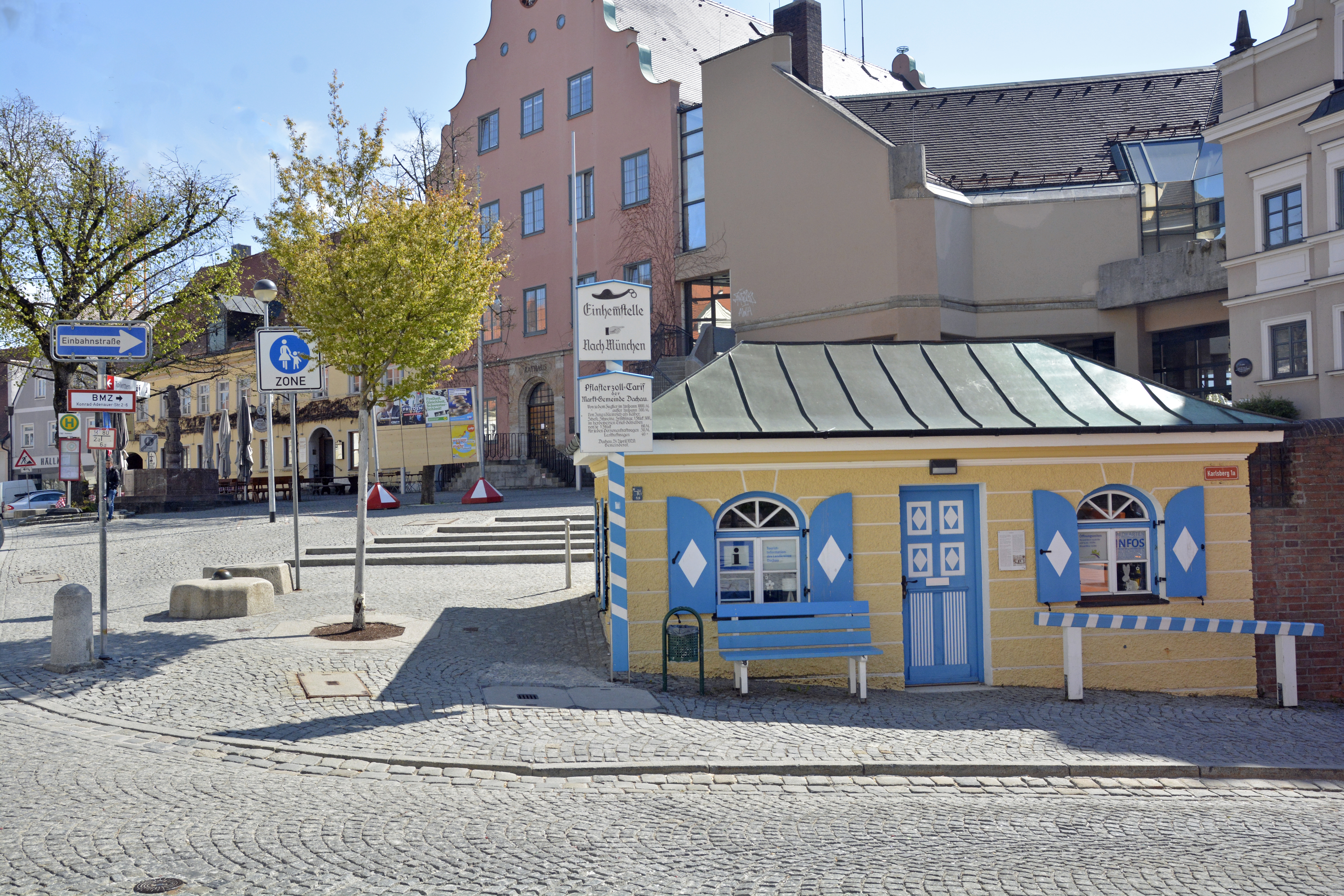
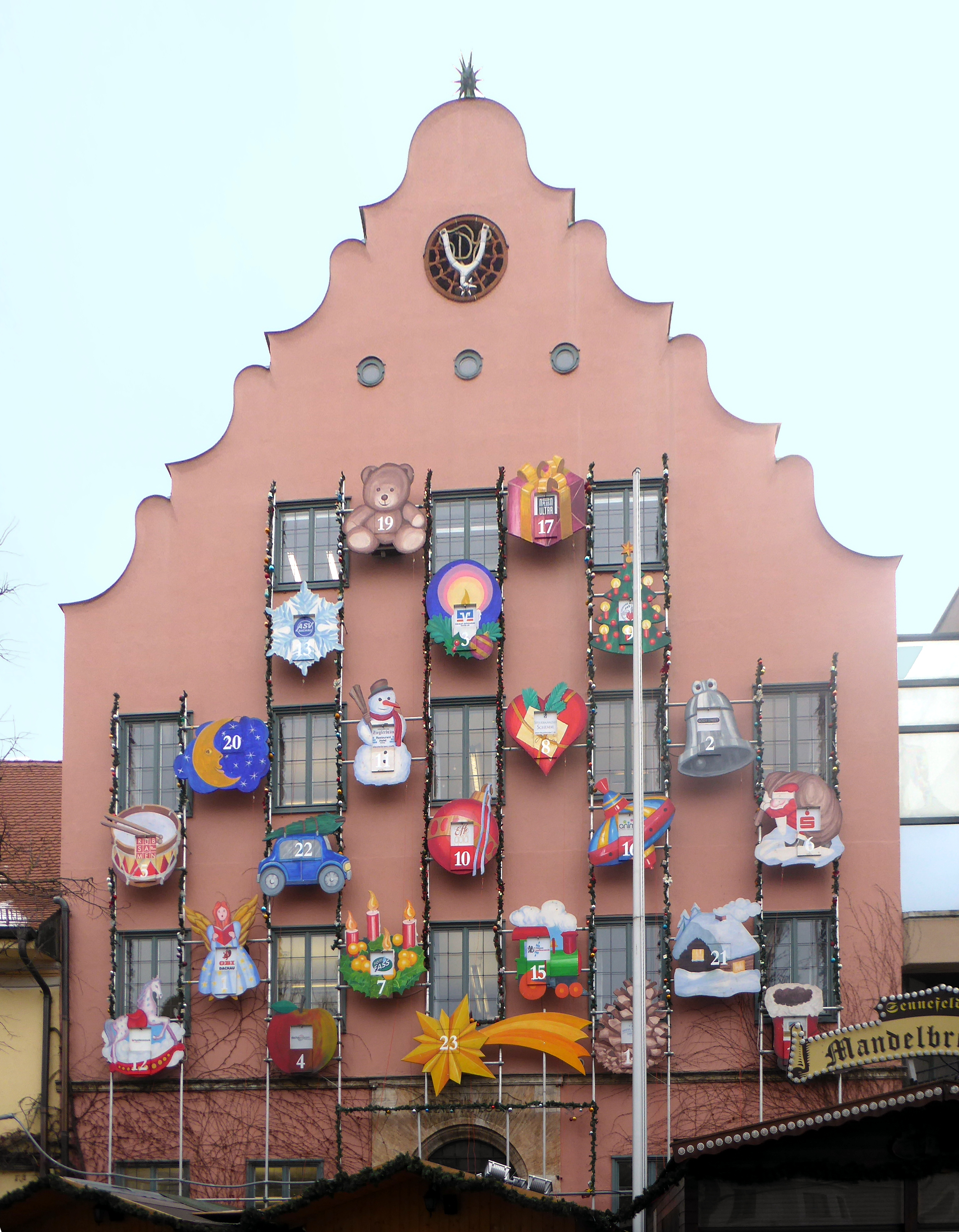
A tanácsház
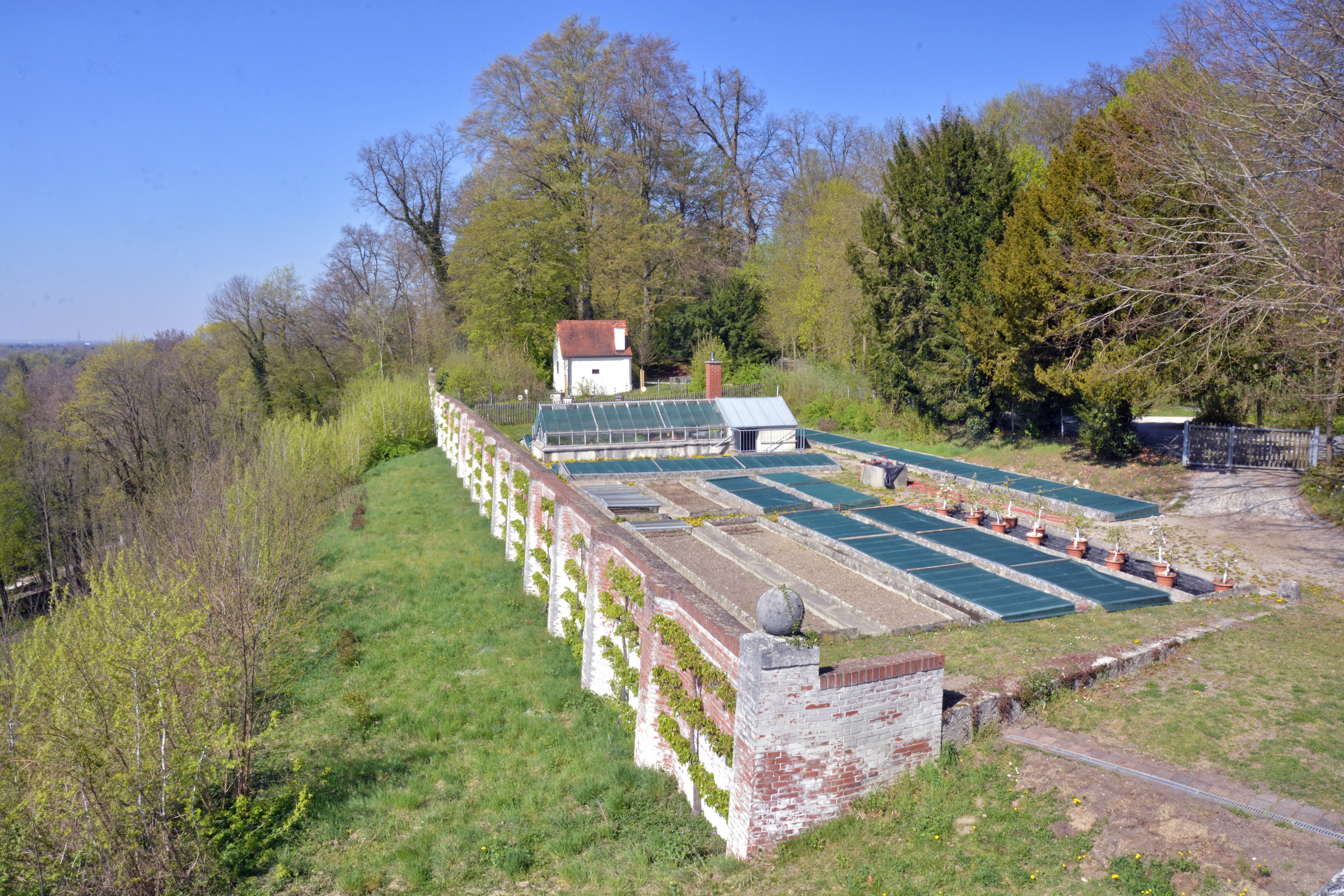
Gärtnerei des Hofgartens
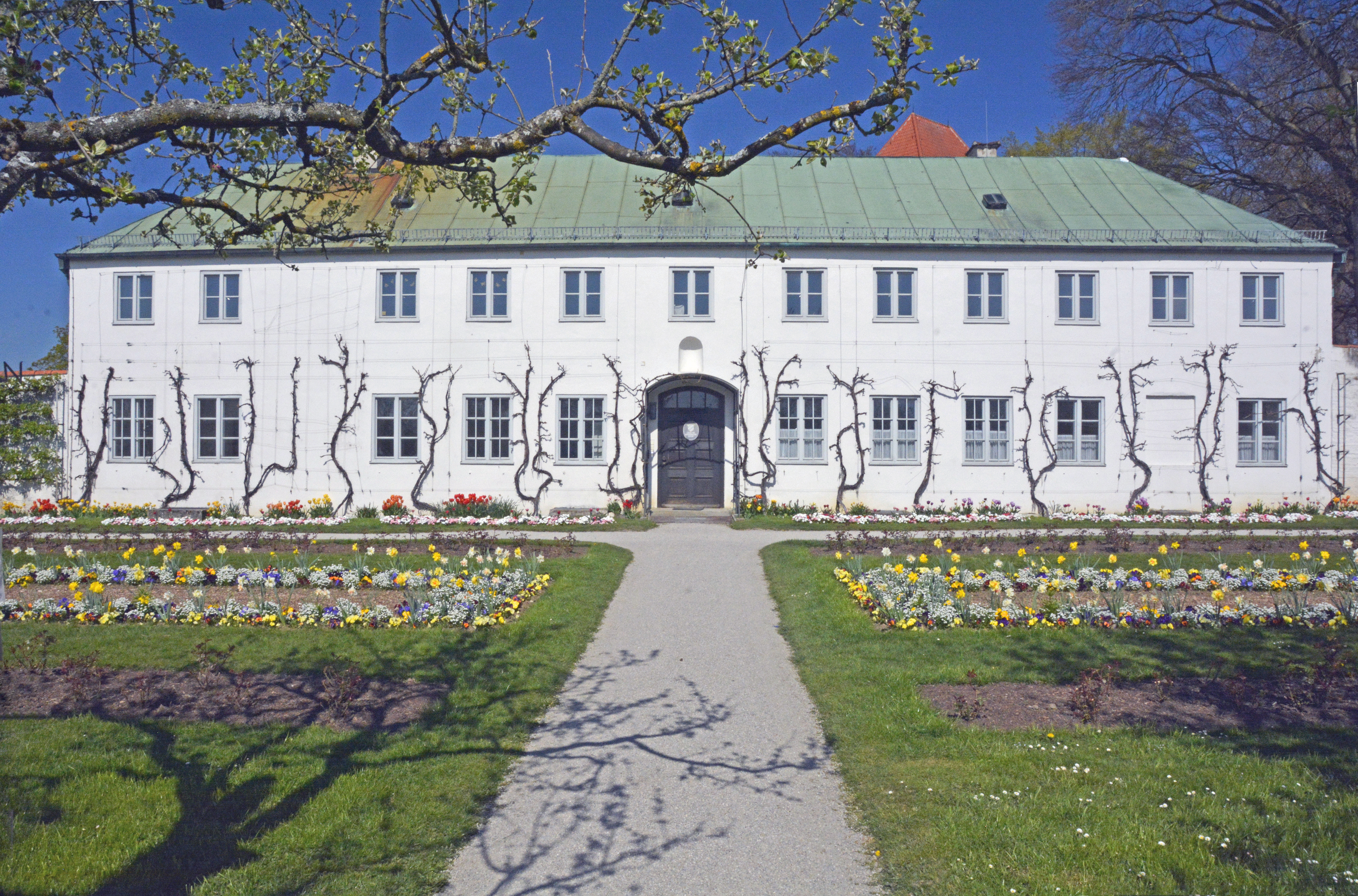
A kastély
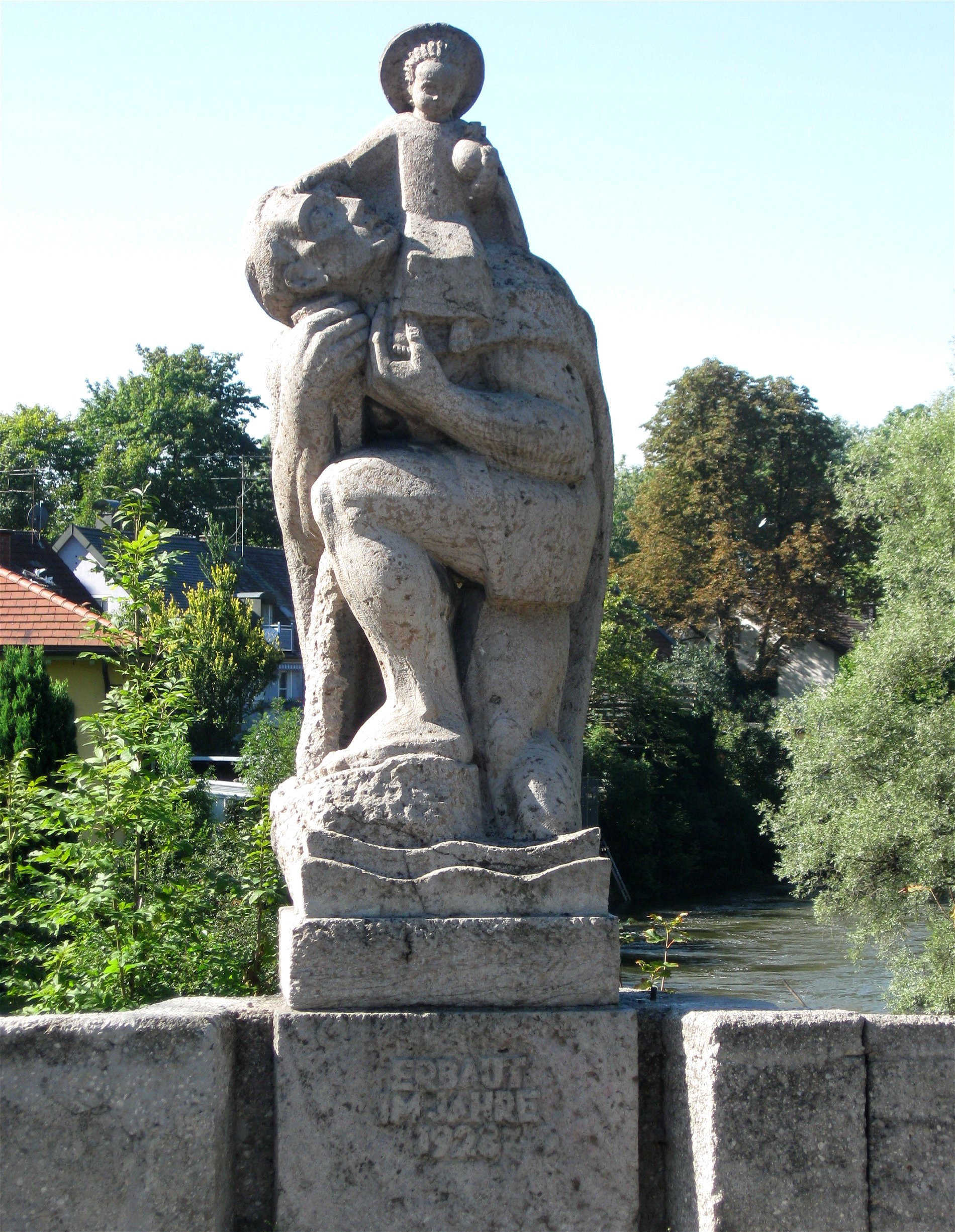
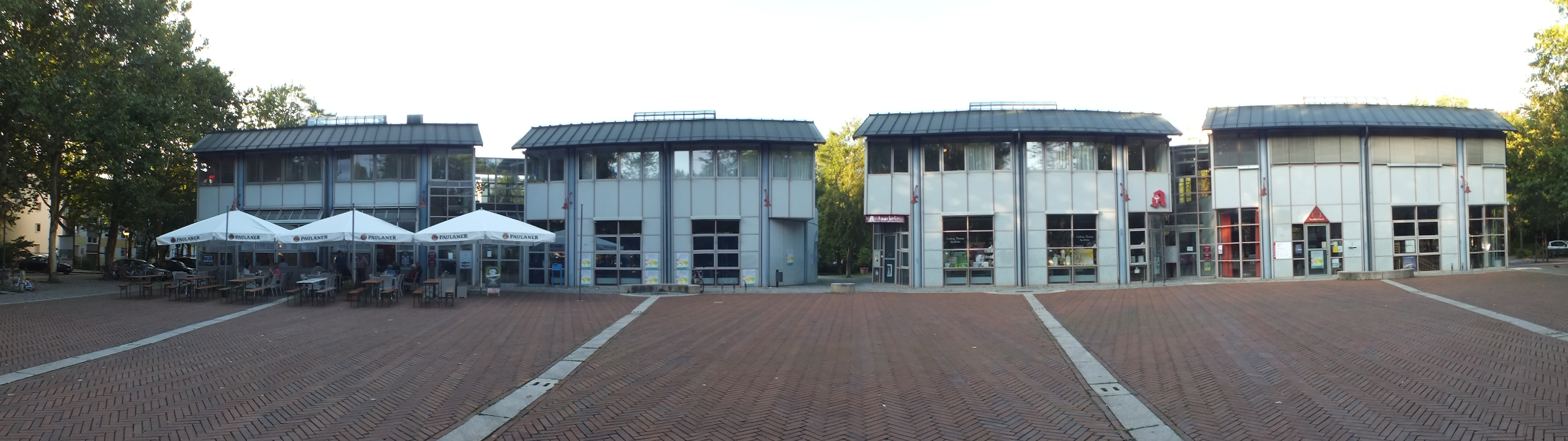
Ernst-Reuter-Platz (Stadtteilzentrum in Dachau-Ost)
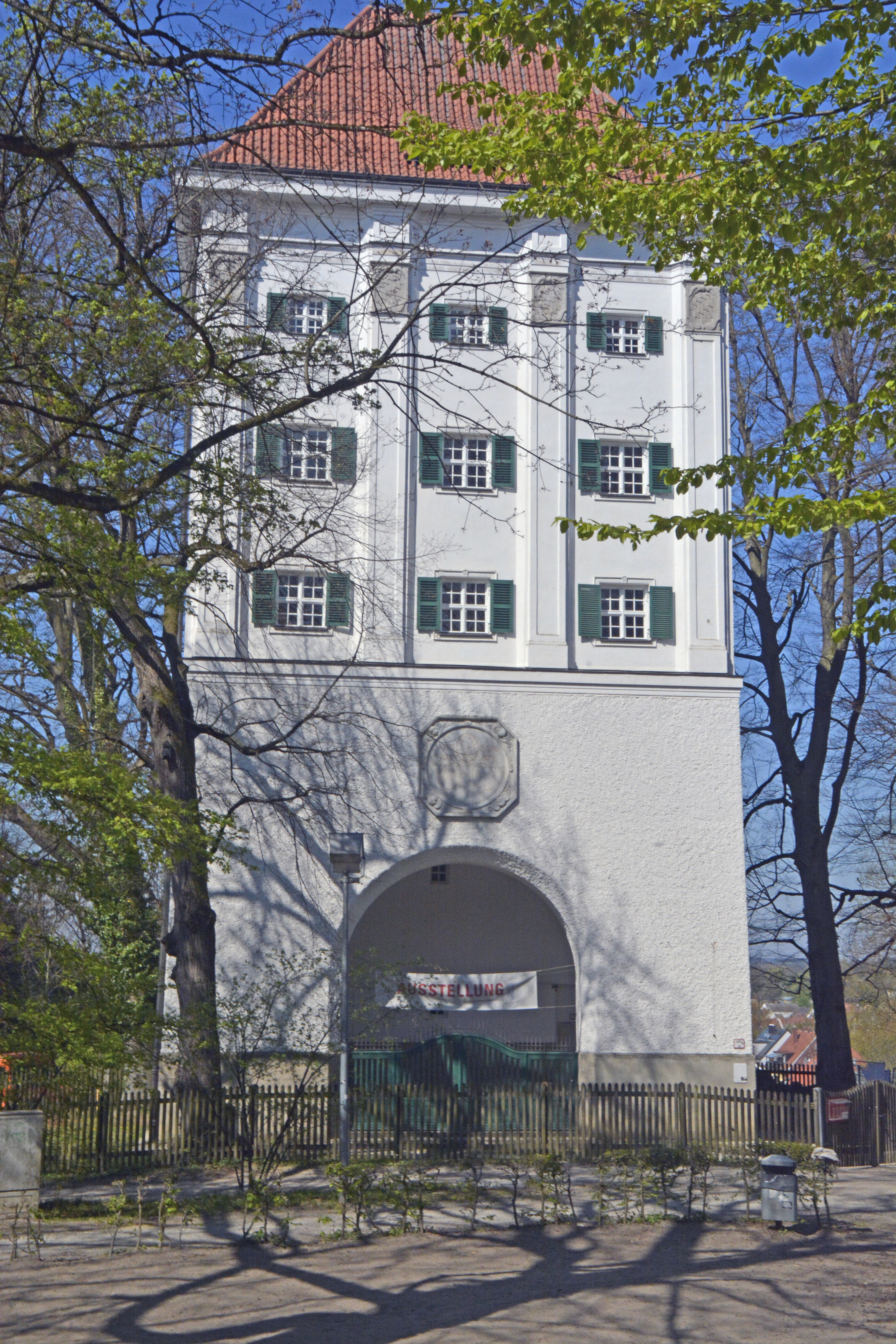
Alter Wasserturm
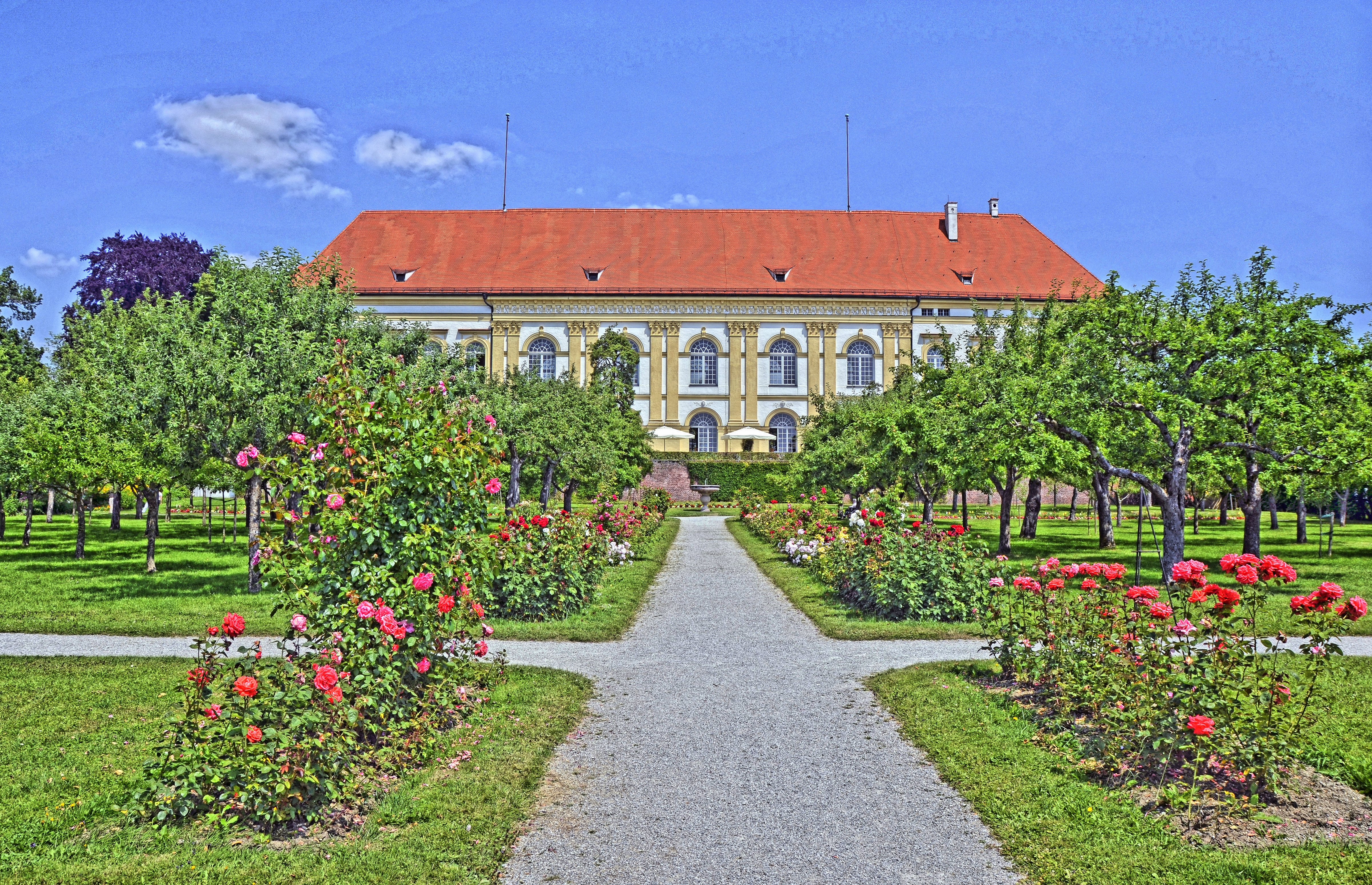
A kastély
A kastély
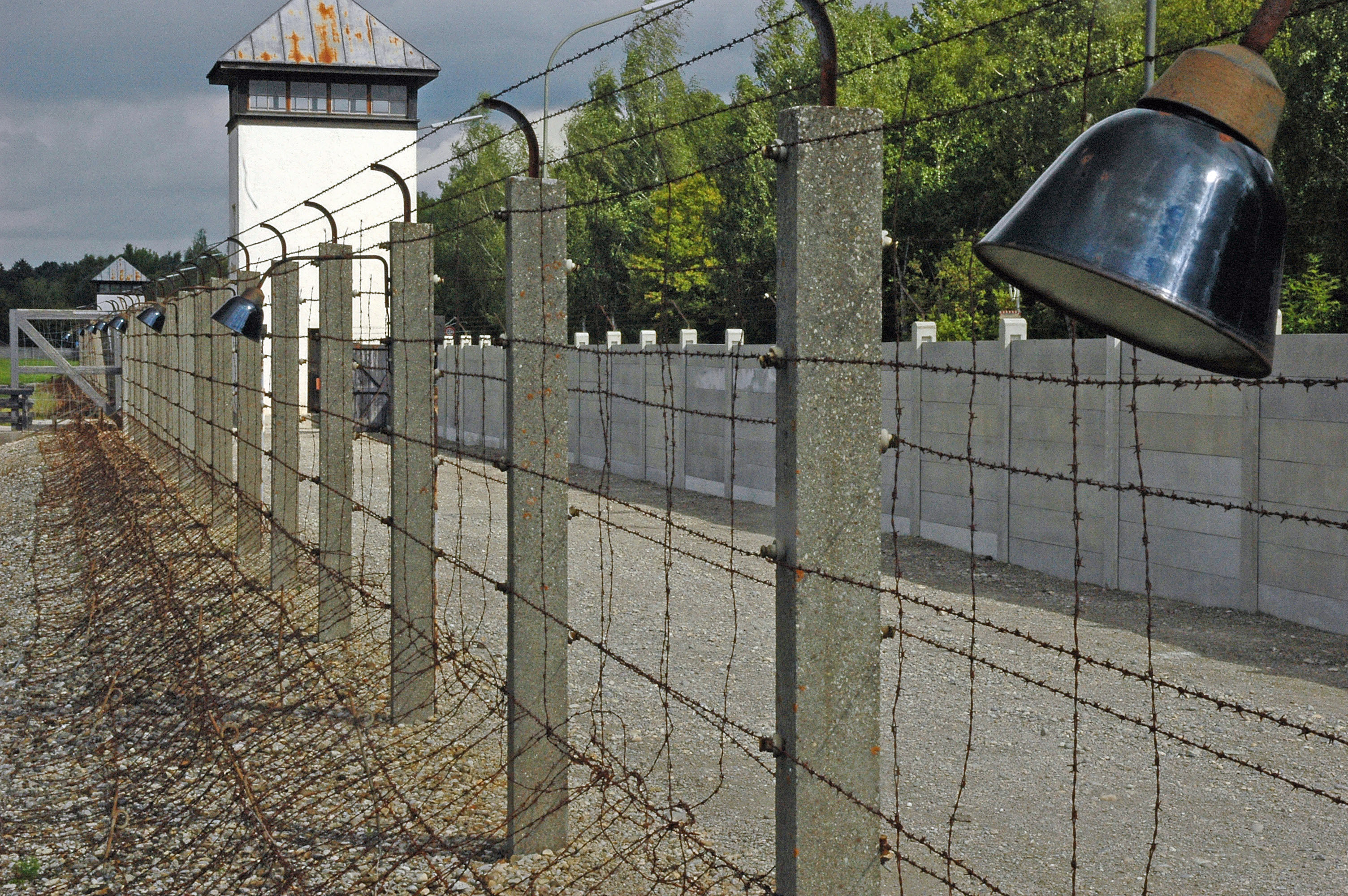
KZ-Gedenkstätte Dachau
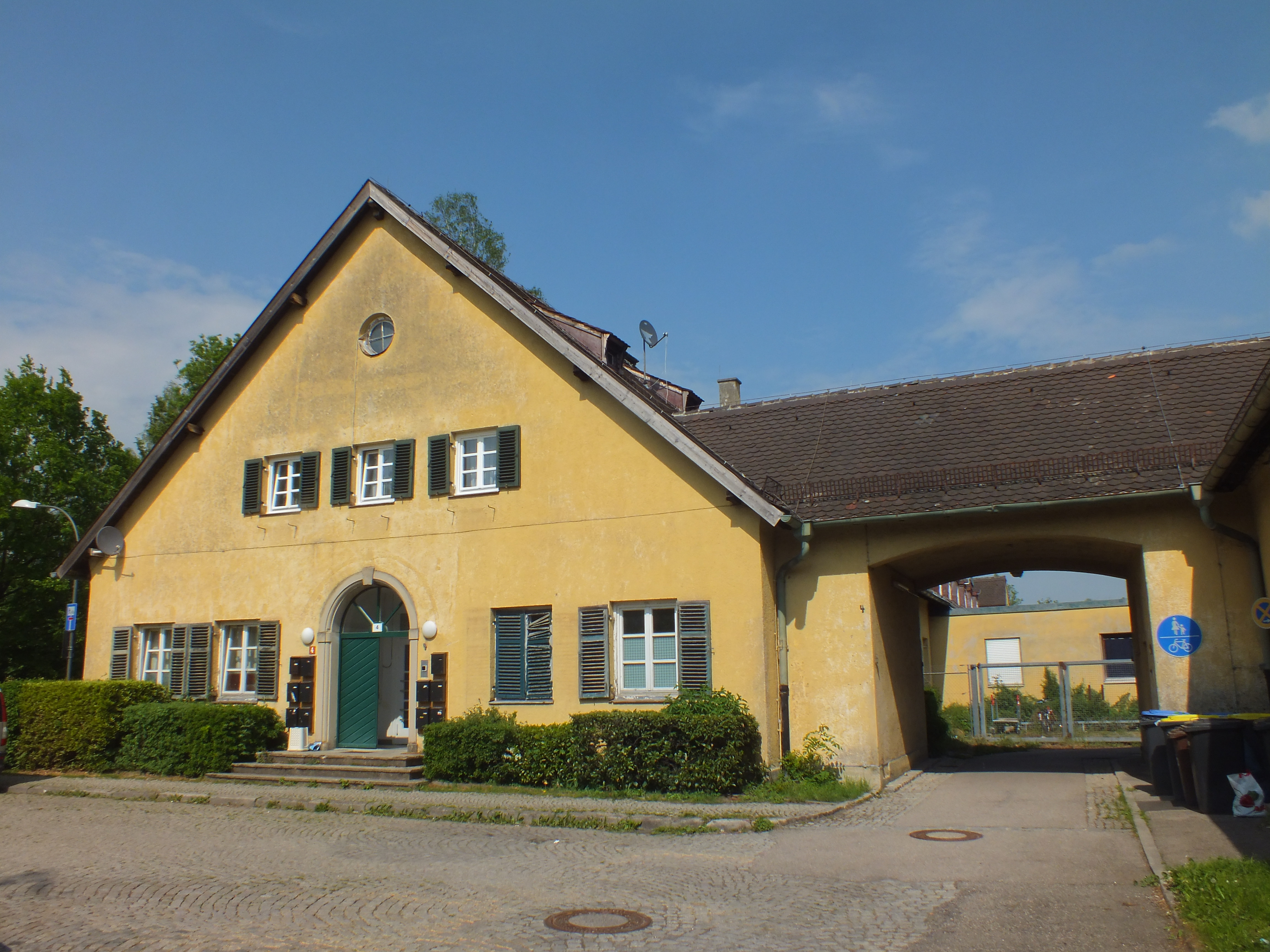
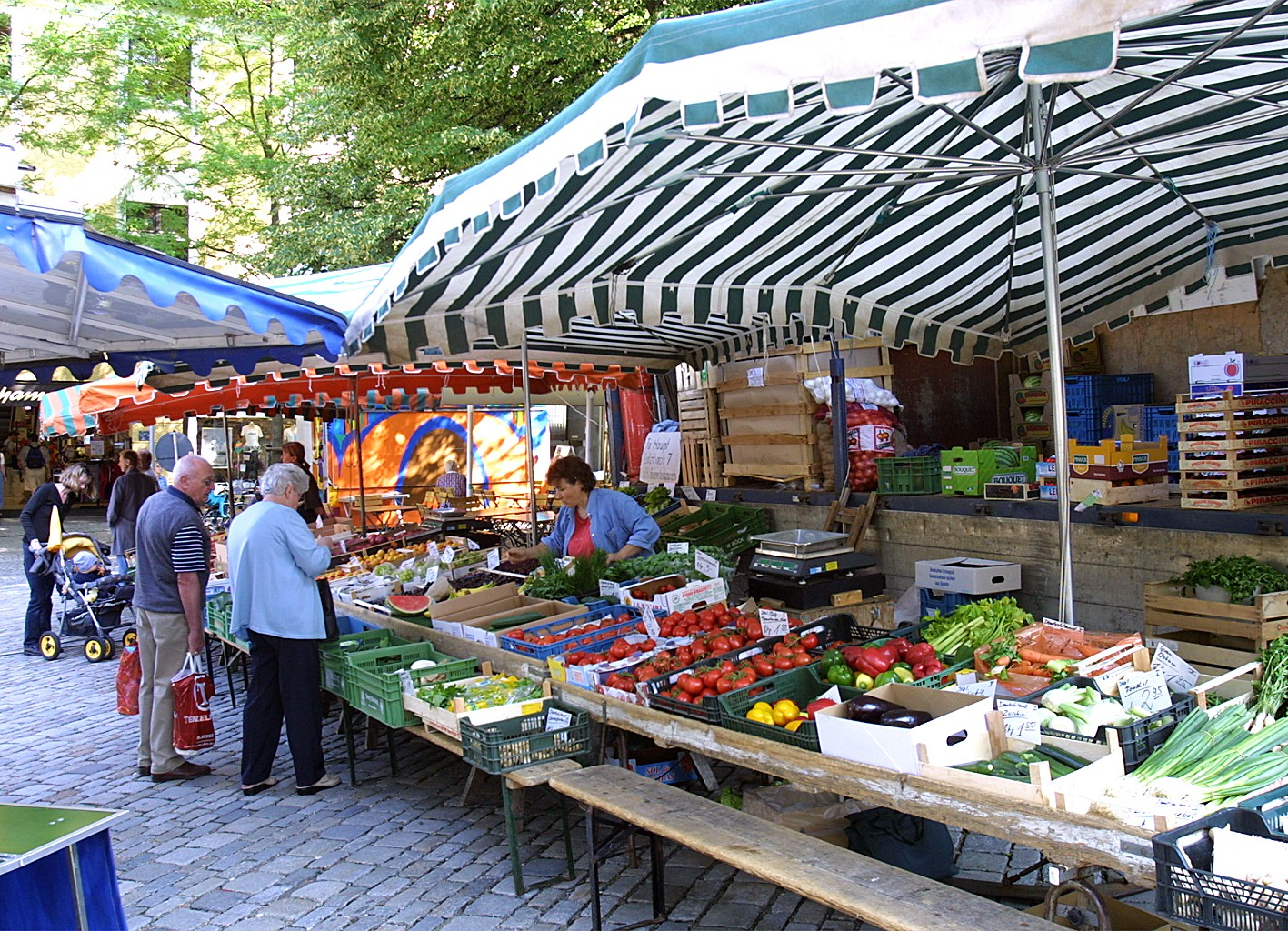
Piac az óvárosban
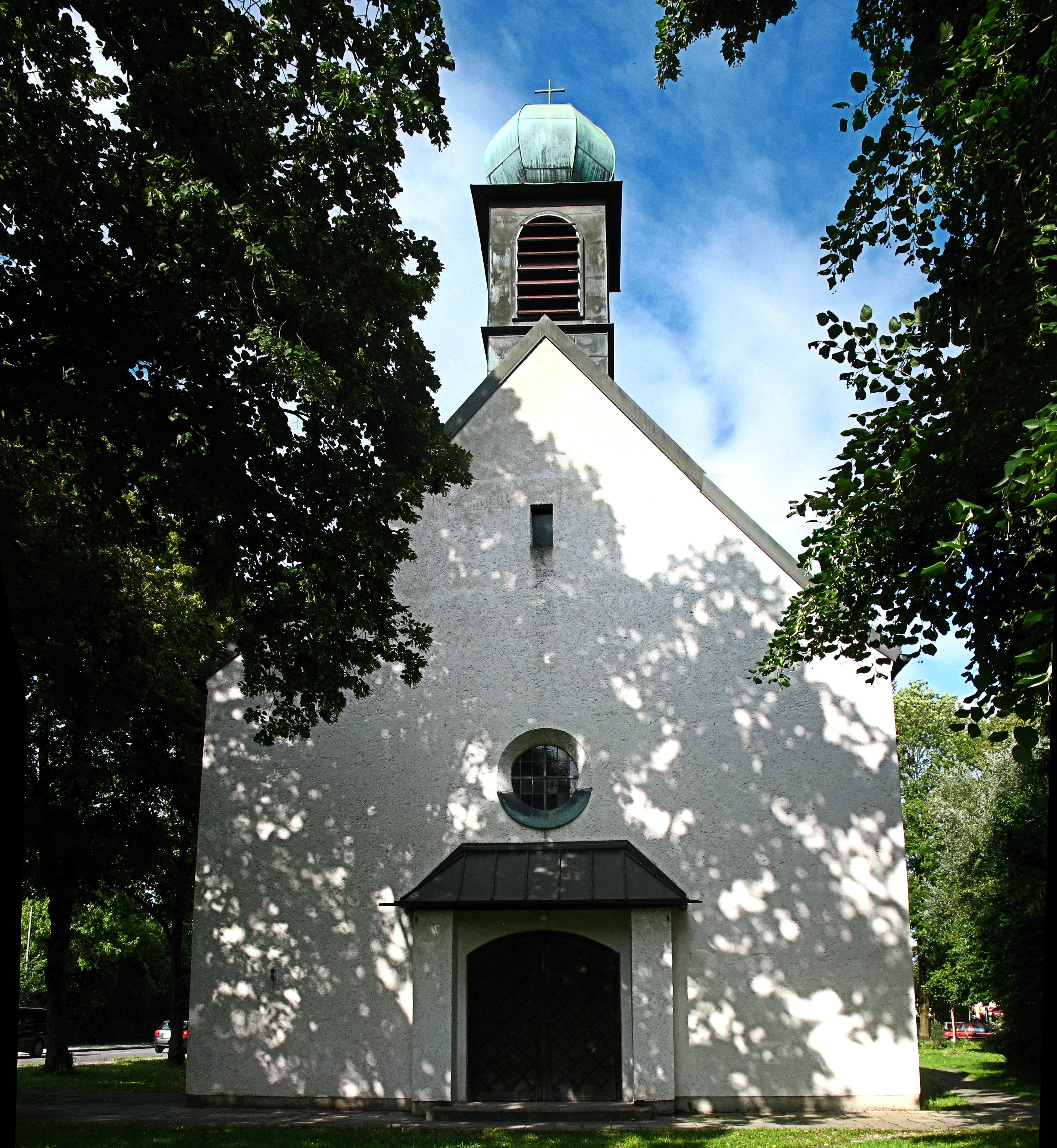
Filialkirche St. Johann
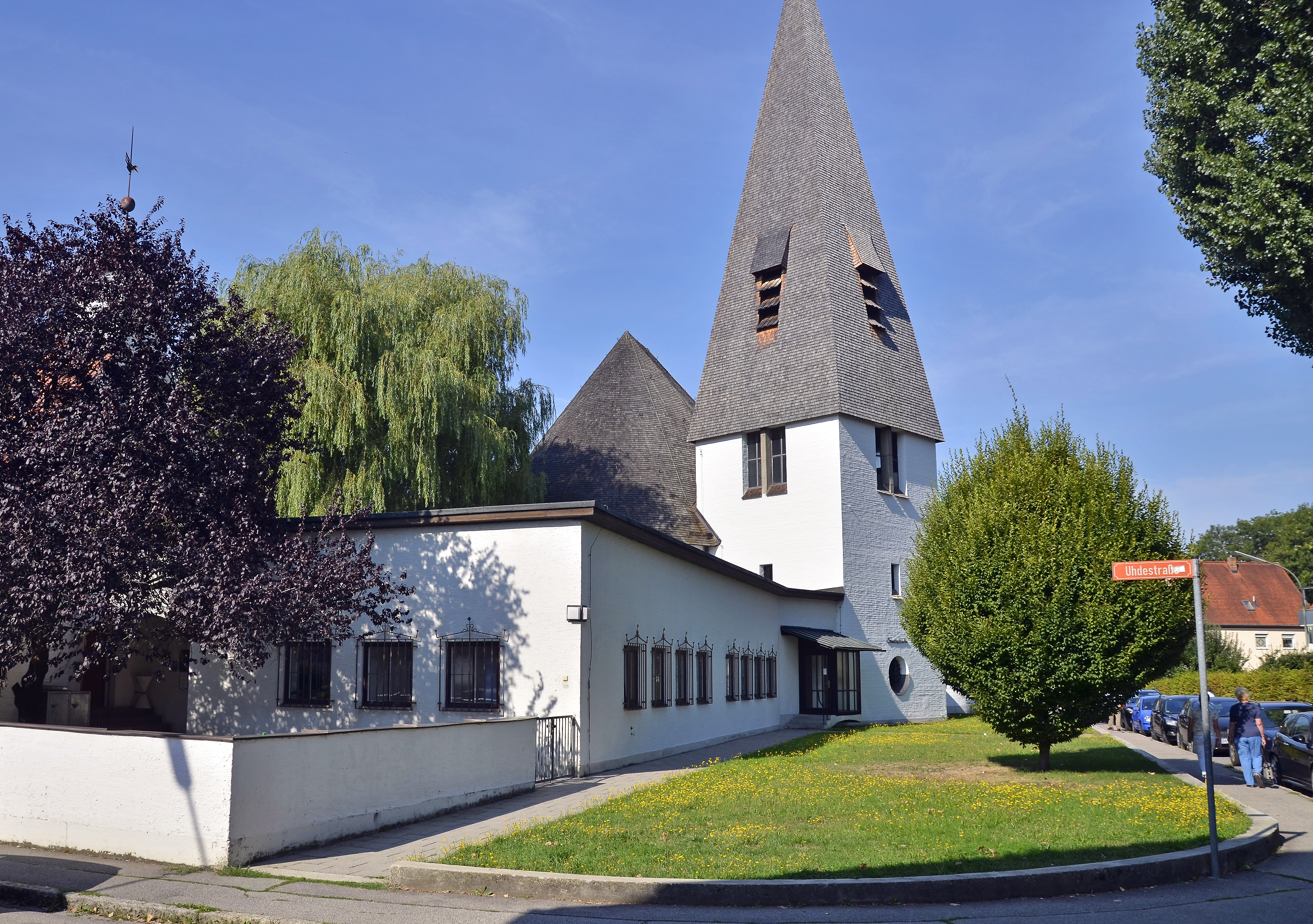
Evangelische Friedenskirche (1953)
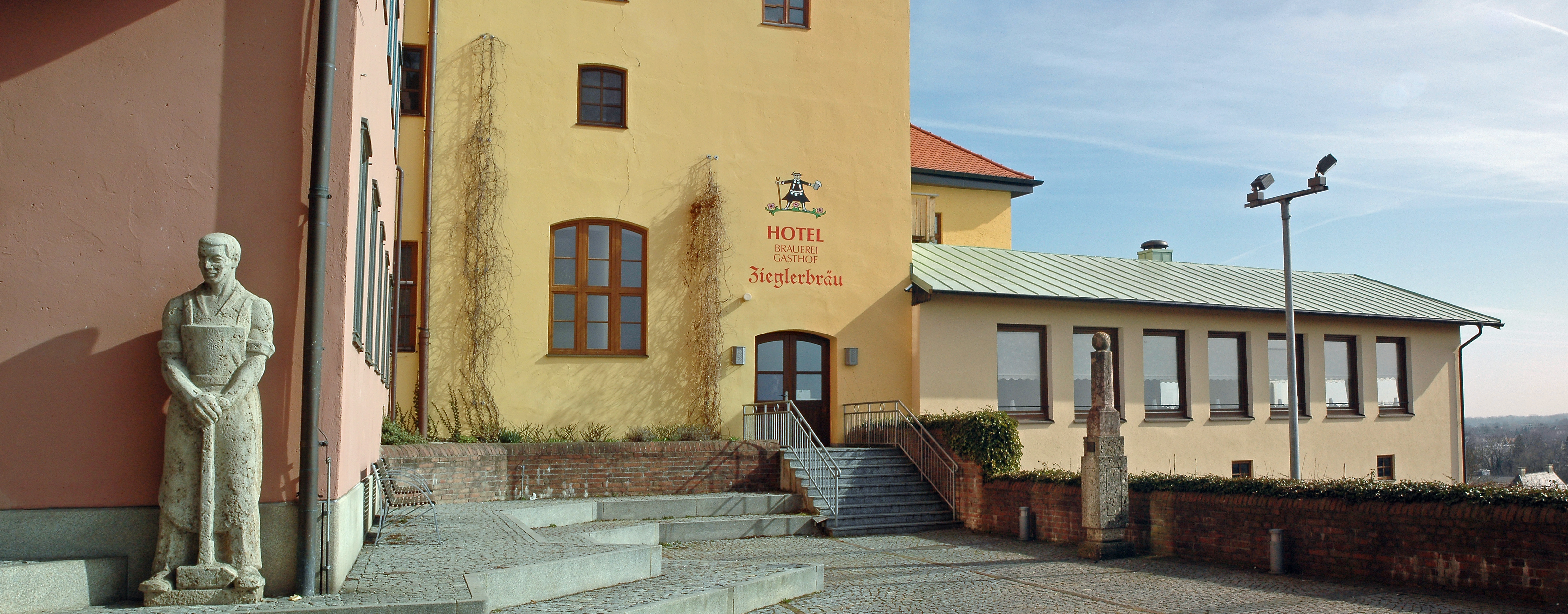

### Ünnepek
A dachaui népünnepség (Dachauer Volksfest) 1652-ből eredeztethető, amikor lóversenyt rendeztek, aminek már akkor is népünnepély jellege volt. Eredetileg a Zieglerwiese volt a rendezvény helyszíne, ahol 2006-ig a „postaiskola” működött. Kisebb-nagyobb időközönként máig megrendezik az ünnepséget. 1864-ben itt indították el a városi szegényeket segítő alapítvány javára rendezett tombolát. 1920-ban költözött az ünnepség jelenlegi helyszínére, a Ludwig-Thoma-Wiesére, ahol 1946 óta minden évben megrendezték. A rendezvényt augusztusban tartják, és tíz napig tart, egy szombati naptól a következő hétvége utáni hétfőig úgy, hogy Mária mennybevétele ünnepe beleessen. 1989 óta minden második évben a gyermekek körmenetét is megrendezik.
Július második szombatján rendezik a dachaui óvárosi fesztivált. Erre az alkalomra évek óta egy történelmi motívumot viselő söröskorsót mutatnak be. Egyes idősebb korsók gyűjtők érdeklődésére is számot tartanak.
A karácsonyi vásár alatt a Városháza homlokzata adventi naptárként funkcionál.
A kastély reneszánsz termében 1979 óta rendezik meg a dachaui kastélykoncerteket, ahol klasszikus műveket adnak elő nemzetközileg elismert előadók.
Nyaranta Dachauer Musiksommer néven zenei fesztivált rendez a város, szeptember utolsó hetében pedig a dachaui egyesületek együttműködésében kerül megrendezésre a Ludwig-Thoma-Wiesén az Amperitiv nevet viselő kultúrrendezvény.
Mindenszentek idején minden évben madárkiállítást rendeznek a brunnengartenstraßei tornacsarnokban. 2007 óta a dachaui Madárvédelmi- és Tenyésztő Egyesület versenyt is szervez.

## Testvérvárosok
- Klagenfurt, Ausztria
- Fondi, Olaszország

Ezen felül baráti kapcsolatokat ápol a paraguayi Areguával, valamint kulturális partnerséget tart fent 2005. február 19. óta a hollandiai Oosterbeek és a belgiumi Tervuren művésztelepével.

## Fordítás
- Ez a szócikk részben vagy egészben  a   Dachau című német Wikipédia-szócikk ezen változatának fordításán alapul.  Az eredeti cikk szerkesztőit annak laptörténete sorolja fel. Ez a jelzés csupán a megfogalmazás eredetét és a szerzői jogokat jelzi, nem szolgál a cikkben szereplő információk forrásmegjelöléseként.